# Katharina Neussner
Katharina Neussner (* 21. Juni 1996 in Niederösterreich) ist eine österreichische Snowboarderin und zweifache Staatsmeisterin im Snowboardcross (2018, 2019).

## Werdegang
Bei den Snowboard-Juniorenweltmeisterschaften 2013 belegte Katharina Neussner den 17. Rang.
Im Jänner 2015 wurde sie 27. bei der Snowboard-Weltmeisterschaft am Kreischberg.
Katharina Neussner hat sich bei den österreichischen Meisterschaften 2018 im Pitztal neben Luca Hämmerle bei den Männern den Titel im Snowboardcross gesichert.

Im November 2019 holte sie sich als 23-Jährige im Rahmen eines Europacup-Rennens auf dem Pitztaler Gletscher mit dem vierten Gesamtrang den österreichischen Staatsmeistertitel im Snowboardcross und konnte damit ihren Vorjahreserfolg wiederholen.
Katharina Neussner besuchte die Ski- und Handelsakademie in Schladming und trainiert beim österreichischen Bundesheer in Linz. Sie lebt in Oberwölbling.
Auch ihre Zwillingsschwester Kristina war bis 2017 als Snowboarderin aktiv.

## Snowboardcross-Weltcup-Gesamtplatzierungen
| Saison  | Platz | Punkte |
| ------- | ----- | ------ |
| 2015/16 | 22.   | 540    |
| 2016/17 | 25.   | 490    |
| 2017/18 | 38.   | 340    |
| 2018/19 | 31.   | 180    |
| 2019/20 | 18.   | 700    |